# (4666) Dietz
(4666) Dietz (1986 JA1) – planetoida z grupy pasa głównego asteroid okrążająca Słońce w ciągu 3,58 lat w średniej odległości 2,34 j.a. Odkryta 4 maja 1986 roku.